# Унка
Унка (серб. Унка / Unka) — село в общине Брод Республики Сербской Боснии и Герцеговины. Население составляет 143 человека по переписи 2013 года.